# Кнудсен, Ким
Ким Вроэ Кнудсен (дат. Kim Wraae Knudsen, род. 19 сентября 1977, Копенгаген, Дания) — датский гребец-байдарочник, серебряный призёр летних Олимпийских игр 2008, участник Игр 2012 года.
На Церемонии открытия летних Олимпийских игр 2012 был знаменосцем команды Дании.

## Карьера
На Олимпийских играх в 2008 году он выступил в соревнованиях среди мужчин на 1000 метров на байдарке-двойке, где вместе с Рене Поульсеном завоевали серебряную медаль.
На Олимпийских играх в Лондоне он выступил в двух соревнованиях среди мужчин на 1000 метров на байдарке-двойке и байдарке-четверке. Ни в первом, ни во втором видах спортсмен не смог завоевать медалей.